# Anthus sokokensis
Anthus sokokensis là một loài chim trong họ Motacillidae.
Nó được tìm thấy ở Kenya và Tanzania. môi trường sống tự nhiên của chúng là rừng ẩm vùng đất thấp nhiệt đới hoặc cận nhiệt đới. Nó bị đe dọa do mất môi trường sống.